# Технічні засоби навчання

Технічні засоби навчання (ТЗН) — це комплекс засобів загально-дидактичного призначення, що складається з інформаційного фонду та технічної системи для її відтворення.[джерело?]
Якщо розглядати більш наближено технічні засоби навчання, спостерігаємо систему засобів, що складається з двох взаємопов'язаних частин: специфічних навчальних посібників (носіїв навчальних повідомлень) і апаратури, за допомогою якої може бути подано навчальне повідомлення, що застосовуються в навчальному процесі з метою підвищення його ефективності.
Є багато різноманітних варіантів класифікації ТЗН:
- за функціональним призначенням;
- за принципом роботи;
- за характером дії на органи чуття;
- за ступенем автоматизації.

У даний час поняттєво-термінологічний апарат дисципліни ТЗН ще не стандартизований, тому в багатьох навчальних посібниках і інших літературних джерелах визначення термінів суперечливі і не приведені ще до загального знаменника.
Інформація — сукупність відомостей про який-небудь процес, подію або предмет, які зменшують невизначеність, що була в одержувача до здобуття ним інформації. Повідомлення — матеріальна форма подання інформації.
Освітня інформація це інформація, що використовується у освітньому процесі.
Інформаційна взаємодія — процес обміну відомостями, що приводить до змін хоча б одного із одержувачів. Проходить вона у трьох системах:
- штучних (датчики, комп'ютери);
- змішаних (людина-техніка);
- природних (людина-людина, людина-природа);

Інформаційне джерело — будь-яка система, що виробляє відомості або містить деяку інформацію призначену для її передачі. Розрізняють інформаційні джерела: природні-технічні; активні-пасивні.
Комунікація — сукупність процесів подачі, передачі, отримання та зберігання інформації. Розрізняють формальні і неформальні комунікаційні процеси.
Технічні пристрої навчання — пристосування, апарати, пристрої, стенди, моделі, машини або комплекси призначенні для пред'явлення дидактичних матеріалів.
Дидактичний матеріал для ТЗН — навчальна інформація, зафіксована на різного роду носіях (папір, звуко-відеозаписи, слайди і т. д.), яку необхідно пред'являти з використанням ТЗН.